# Diplocentrus oxlajujbaktun
Espèce
Diplocentrus oxlajujbaktun est une espèce de scorpions de la famille des Diplocentridae.

## Distribution
Cette espèce est endémique du département du Petén au Guatemala. Elle se rencontre vers la réserve de biosphère Maya.

## Description
La femelle holotype mesure 40,5 mm.

## Publication originale
- Trujillo & Armas. 2012 : Dos especie nuevas de Diplocentrus Peters, 1861 (Scorpionidae: Diplocentrinae) de Guatemala. Revista Iberica de Aracnologia, vol. 21, p. 131-138 (texte intégral).